# Église Notre-Dame-du-Mont-Carmel de San Ġiljan
Pour les articles homonymes, voir Notre-Dame-du-Mont-Carmel (homonymie).
L'église paroissiale Notre-Dame-du-Mont-Carmel est une église catholique située à San Ġiljan, à Malte.